# Gare du Luc-et-Le Cannet
Pour les articles homonymes, voir Gare de Luc.
La gare du Luc-et-Le Cannet est une gare ferroviaire française de la ligne de Marseille-Saint-Charles à Vintimille, située sur le territoire de la commune du Cannet-des-Maures à proximité du Luc, dans le département du Var en région Provence-Alpes-Côte d'Azur.
Elle est une gare de la Société nationale des chemins de fer français (SNCF), desservie par des trains régionaux TER Provence-Alpes-Côte d'Azur.

## Situation ferroviaire
Établie à 126 m d'altitude, la gare du Luc-et-Le Cannet est située au point kilométrique (PK) 120,190 de la ligne de Marseille-Saint-Charles à Vintimille (frontière), entre les gares de Gonfaron et de Vidauban.

## Histoire
Au service 2008, la gare du Luc-et-Le Cannet est desservie quotidiennement (en semaine) dans le sens Les Arcs - Toulon par 5 Transport express régional, dont 4 à destination de Toulon et 1 de Marseille, tous en provenance des Arcs et dans le sens Marseille - Toulon - Les Arcs par 6 Transport express régional à destination des Arcs, dont 3 en provenance de Marseille et 3 de Toulon. Le samedi, la gare est desservie par 3 TER en provenance des Arcs et à destination de Toulon et par 2 Transport express régional en provenance de Toulon et à destination des Arcs. Le dimanche, la gare est desservie par 2 Transport express régional en provenance des Arcs et à destination de Toulon et par 3 Transport express régional, dont 2 en provenance de Toulon et 1 de Marseille et à destination des Arcs.

## Service des voyageurs

### Accueil
Gare SNCF, elle dispose d'un bâtiment voyageurs, avec guichet, ouvert du lundi au samedi, fermé les dimanches et jours fériés. Elle est équipée d'automates pour l'achat des titres de transport.

### Desserte
Le Luc-et-Le Cannet est desservie par les trains TER Provence-Alpes-Côte d'Azur (ligne de Marseille aux Arcs - Draguignan en passant par Toulon).